# Take Your Chance
"Take Your Chance" é uma canção da banda alemã de eurodance Fun Factory, que foi lançado em agosto de 1994 como o quarto single de seu álbum, NonStop!. A canção que foi escrita por Bülent Aris, Rainer Kesselbauer, Toni Cottura e Rodney Hardison, alcançou a posição de número 18 na Alemanha, 35 na Suécia e o número 5 no Canadá.
O Music & Media escreveu sobre a canção: "Em uma profecia do tipo "1984", todos dizem que o fim do euro está próximo e todos os envolvidos devem mudar seu curso musical. Aqui, os ajustes são a presença de rimas de rap e ragga".
O videoclipe da canção foi dirigido por Steve Willis e lançado no verão de 1994.

## Lista de Faixas
- CD Maxi-single (Europa, 1994)

1. "Take Your Chance" (Take The Airwaves Mix) - 3:56
2. "Take Your Chance" (Take The Original Mix) - 5:45
3. "Take Your Chance" (Take The Tribe Mix) - 5:53
4. "Take Your Chance" (Take The Remix) - 5:38